# 森正美
森正美（もりまさみ - ）は日本の文化人類学者。京都文教大学総合社会学部教授。

## 経歴
1989年　三重大学 人文学部 文化学科 卒業
1990年～1991年　国立フィリピン大学 アジアセンター 修士課程留学
1992年　筑波大学大学院 地域研究科 地域研究専攻 修士課程修了 修士（地域研究）(地域研究)
1994年　筑波大学大学院 歴史・人類学研究科 修士課程 修士（文学）(文化人類学・民俗学)
1997年　筑波大学大学院 歴史・人類学研究科 文化人類学専攻 博士課程単位取得満期退学
1997年　京都文教大学 人間学部 文化人類学科 講師
2001年　京都文教大学 人間学部 文化人類学科 准教授
2011年　京都文教大学 人間学部 文化人類学科 教授
2012年　京都文教大学 総合社会学部 文化人類学科 教授
2013年　京都文教大学 総合社会学部 総合社会学科 教授

## 学会
- 観光学術学会
- 国際多元的法体制学会（人類学･民族学国際連合）
- 東南アジア学会
- 日本文化人類学会

## 著書
- 「宇治茶」を伝えるとは､何を伝えることなのか 「宇治学」副読本　第3学年　指導の手引き  （単著） 2021/03
- 『実践！　防災と協働のまちづくりー住民・企業・行政・大学で地域をつなぐ』（京都文教大学地域協働研究シリーズ 4）   （共著） 2021/03
- 『旅行者と地域が創造する「ものがたり観光」 ー宇治・伏見観光のいまとこれから』（京都文教大学地域協働研究シリーズ 3）   （共著） 2021/03
- 『職場・学校で活かす現場グラフィーーダイバーシティ時代の可能性をひらくために』   （共著） 2021/02
- 『京都・宇治発　地域協働の総合的な学習ー　「宇治学」副読本による教育実践』   （共著） 2020/01
- Islam and Cultural Diversity in Southeast Asia. v. 3   （共著） 2020
- 『人をつなげる観光戦略：人づくり・地域づくりの理論と実践』   （共著） 2019/06
- 『はじめて学ぶ文化人類学ー人物・古典・名著からの誘い』   （共著） 2018
- 『法文化論の展開ー法主体のダイナミクス』  213-234頁 （共著） 2015/05[1]
- 『Islam and Cultural Diversity in Southeast Asia』  135-152頁 （共著） 2015/03
- 宇治茶と和食：世界遺産から考える公正 総合社会学部ハンドブック 社会をのぞく15の方法 23-30頁 （共著） 2014
- 『東南アジアのイスラーム』   （共著） 2012/04
- よくわかる文化人類学　第2版   （共著） 2010/02
- 『グローバル世界の法文化 ―法学・人類学からのアプローチ』   （共著） 2009/08
- Multiple Legal Orders and a Case Study of Legal Practices in a Southern Palawan Society in the Philippines. Legal Culture in South-East Asia and East Africa. 89-133頁  2008
- 『よくわかる文化人類学』   （共著） 2006/10
- 『現代ムスリム家族法』   （共著） 2005/02
- 『＜もめごと＞を処理する』（「くらしの文化人類学」シリーズ第６巻）   （共著） 2003/08
- 『世界民族博物誌』   （共著） 2003/08
- 『京都フィールドワークのすすめ－あるく・みる・きく・よむ』   （共著） 2003/04
- 『世界民族事典』  (20000000) （共著） 2003
- 『文化人類学最新術語100』  (20020000) （共著） 2002/07
- 『20世紀における諸民族文化の伝統と変容　第７巻：宗教と文明化』  (20020000) （共著） 2000/04
- “Politics,Ethnicity and Religion: The Role of External Factors in Southern Philippine Migrant Village”  143-169頁 （単著） 1998
- 『女の民族誌１　アジア篇』   （共著） 1997/10
- 『アジアにおけるイスラーム法の移植』（アジア法叢書21）   （共著） 1997/04
- 『国家のなかの民族　東南アジアのエスニシティ』   （共著） 1996/04
- 『世界民族問題事典』   （共著） 1995/09
- 『もっと知りたい　フィリピン［第２版］』「もっと知りたい　東南アジア［第２版］」（全８巻）   （共著） 1995/02
- 『フィリピン』(暮らしがわかるアジア読本)   （共著） 1994/05
- 『フィリピンの民話－山形のおかあさん・須藤オリーブさんの語り』   （共著） 1993/10
- 『世界の民　光と影（上）』   （共著） 1993/07

## 論文
- 2020年度「地域志向教育研究ともいき研究助成事業　フューチャー・デザインで描く宇治市における持続可能な地域コミュニティのあり方」報告   （共著） 2021/03
- 普遍的人権概念とフィリピン・ムスリム女性のジェンダー実践 日本財団助成事業 海上保安制度構築支援に関する実証的研究成果報告書 12-25頁 （単著） 2015/03
- 第7章 フィリピンにおけるイスラーム法制度の運用と課題 ―離婚事例を中心に 東南アジアのイスラーム（ISEA）プロジェクト成果論文集(第Ⅲ部 イスラームをめぐる法と政治:第7章) 104-119頁 （単著） 2011/03
- 地域連携とPBL教育 ―大学教育の視点から取組と課題を考える─ PBLハンドブック ―PBL導入のための手引き 28-30頁 （共著） 2011
- 地域で学ぶ、地域でつなぐ －宇治市における文化人類学的活動と教育の実践－ 文化人類学 72(2),201-220頁 （単著） 2007/09[2]
- Tensions and Compromises of Legal Pluralism: Case Study from a Philippine Migrant Community in CD publication of THE XV INTERNATIONAL CONGRESS ON LEGAL PLURALISM: Law, Power and Culture: Transnational, National and Local Processes in the Context of Legal Pluralism . International Union of Ethnology and Anthropological Sciences   2006
- 『交流』から『混流』へ　文化人類学的手法によるまちづくり 京都文教大学人間学部研究報告『人間･文化･心』 第6集,49-66頁 （単著） 2004/12[3]
- 「マラナオ社会における法体制の動態の研究－フィリピン南部ムスリム社会の紛争と権力－」（博士課程　中間評価論文）   （単著） 1994
- 「婚姻をめぐるもめごと－フィリピン・ムスリム・マラナオ社会の事例から－」 『族』23号 (23),43-57頁 （単著） 1994
- 「アガマの民族誌－ムスリム・フィリピーノ・マラナオの社会組織－」（修士論文）   （単著） 1992

## その他
- 宇治をつくるひとびと：宇治茶篇    2021/03
- 中宇治地域まちづくりコンセプトブック　Ver.1   （共著） 2021/03Link
- 「地方創生実践塾　京都府宇治市　つながりをデザインする方法」 地域づくり  （単著） 2021/02
- 対立を対話に変えるフューチャー・デザインの地域における可能性 学術の動向  （単著） 2021/02
- 『2019年度　「地域志向教育研究　ともいき研究助成事業」「地域協働研究教育センター 地域志向協働研究」報告書：:宇治市における観光の質の向上方策検討研究-インバウンド対応の質的向上を中心に-』   （単著） 2020/03
- 『2019年度　「地域志向教育研究　ともいき研究助成事業」「地域協働研究教育センター 地域志向協働研究」報告書：フューチャーデザイン手法で考える持続可能な宇治の地域コミュニティのあり方』   （共著） 2020/03
- 「地域協働研究教育センター平成30年度地域志向協働研究「宇治市における観光の質の向上方策検討研究―インバウンド対応の質的向上を中心に」成果報告」 平成30年度ともいき研究成果報告書 11-15頁 （共著） 2019/03
- 未来視点を取り入れた持続可能な地域コミュニティ施策実施に向けた検討研究 平成30年度ともいき研究成果報告書 25-31頁 （共著） 2019/03
- 「地域協働研究教育センター平成29年度地域志向協働研究「宇治市における観光の質の向上方策検討研究―インバウンド対応の質的向上を中心に」成果報告」 『平成29年度　大学COC事業　地域志向研究　ともいき研究助成事業研究成果報告書』 79-86頁 （共著） 2018/03
- 「平成29年度地域志向教育研究ともいき研究助成事業＜産官学協働型＞「地域コミュニティ活性化推進のための改革施策実施にむけた検討研究」成果報告」 『平成29年度　大学COC事業　地域志向研究　ともいき研究助成事業研究成果報告書』 39-46頁 （共著） 2018/03
- 「平成27年度地域志向教育研究ともいき研究助成事業＜産官学協働型＞地域コミュニティ活性化推進のための制度改革にむけた方策の検討」 『平成27年度　大学COC事業　地域志向研究　ともいき研究助成事業研究成果報告書』 55-60頁 （共著） 2016/03
- シンポジウム記録　景観まちづくりはコミュニティづくり 宇治茶をいかした景観まちづくりシンポジウム実績報告書 42-57頁  2015/03
- 会議報告　京都府バリアフリーネットワーク会議 ＊ 24-33頁  2014/12
- 書評論文　ホスピタリティ概念の批判的考察と現場実践の架橋：青木義英・神田孝治・吉田道代編著『ホスピタリティ入門』 観光学評論 2巻(2号),175-177頁 （単著） 2014/09
- シンポジウム報告記録　2012年度地域研究プロジェクト総括会議記録 平成24年度地域研究プロジェクト総括会議記録集 24-26頁 （共著） 2014/03
- シンポジウム報告記録　第67回 全国お茶まつり京都大会 宇治茶世界文化遺産シンポジウム 実績報告書  37-55頁 （共著） 2014/03
- 地域研究センター明石グループ評価報告書 平成24年度地域研究プロジェクト総括会議記録集 33-34頁 （単著） 2014/03
- 報告書　科学研究費助成事業報告「地域プラットフォーム型人材育成における学際性と専門性をめぐる課題」 観光まちづくりと地域振興に寄与する人材育成のための観光学理論の構築 中間報告書 27-31頁 （共著） 2014
- 宇治市の観光を考える  6頁 （共著） 2013/03
- 京都文教大学観光・まちづくり（地域デザイン）コースの概要 宇治市の観光を考える 1-4頁 （単著） 2013/03
- 京都文教大学観光・まちづくり関連取組紹介　プロジェクト科目「観光まちづくり」 宇治市の観光を考える 40頁 （単著） 2013/03
- 書評　石田慎一郎編『オルタナティブ・ジャスティス 新しい〈法と社会〉への批判的考察』 文化人類学 第77巻(4号),601-604頁 （単著） 2013/03
- 平成24年度現場実践科目全体成果報告書「プロジェクト科目　観光まちづくり」  18-19頁 （単著） 2013/03
- モノでつなぐコミュニケーション ＊ 55-66頁 （単著） 2013/02
- エッセイ　笑顔でつながる地蔵盆 情報誌CEL100号・特集“まつり”が育む地域の力 43頁 （単著） 2012/03
- プレ全国まちづくりカレッジ2011報告書  48頁 （共著） 2012/03
- 報告書　茶のある暮らしの生活誌 2011年度宇治・白川フィールドワーク実習報告書 184頁 （共著） 2012/03
- 報告書　2011年度 プロジェクト科目「観光まちづくり」  96頁 （共著） 2012/03
- エッセイ　宇治茶の魅力を学んで伝える：京都文教大学「宇治☆茶レンジャー」の活動 全茶連情報 (平成23年8月号),10-11頁 （単著） 2011/08
- エッセイ　未来志向の歴史をつなぐ 歴史街道推進協議会設立20周年記念誌 9頁 （単著） 2011/08
- 報告書　地域に根ざしたワーク・ライフ・バランス推進事業成果報告書 官学連携調査研究報告書 160頁 （共著） 2011/03
- エッセイ　婚活「離活」は誰がする？フィリピン・ムスリム社会の婚姻規範 Field＋（フィールドプラス） (No.4),4-4頁 （単著） 2010/07
- 報告書　地域と大学及び行政の連携・協働に関する宇治市民調査報告書 官学連携調査研究報告書 59頁 （共著） 2010/06
- 報告書　2009年度スタンプラリー・まな旅　実践人類学実習報告書   （共著） 2010/03
- 報告書　2009年度宇治バリアフリーフィールドワーク実習報告書   （共著） 2010/03
- 報告書　（編著）2009年度スタンプラリー・まな旅　実践人類学実習報告書   （共著） 2010/03
- 報告書　（編著）2009年度宇治バリアフリーフィールドワーク実習報告書   （共著） 2010/03
- 報告書　地域と大学 ―育ち、育てるいい関係をめざして― 子ども・子育てNPOフォーラムmini  （単著） 2010/03
- 翻訳　インドネシアにおける法人類学および多元的法体制（法学研究第38回現代法セミナー「インドネシアの多様な法制度と法文化」） ノモス (No.24),60-76頁 （単著） 2009/06
- MULTIPLE LEGAL ORDERS AND A CASE STUDY OF LEGAL PRACTICES IN A SOUTHERN PALAWAN SOCIETY IN THE PHILIPPINES  73-108頁 （単著） 2008
- 地蔵でつなぐ地域コミュニケーションの輪−まるごとうじぞー４年間の取り組みと文化人類学における地域文化の学び   （単著） 2007/06
- うじぞー2006 中宇治地域の地蔵盆   （共著） 2007/03
- 地域文化資源の発見と発信:宇治における文化人類学的取り組み  2,47-64頁  2007/03
- うじぞー2005 中宇治地域の地蔵盆  67頁 （共著） 2006/03
- 京都市青少年行動意識調査報告書    2006/03
- 協働作業の試み－京都府宇治市における実践の問題点と可能性   （共著） 2006/03
- 公開シンポジウム＆イベント講演録　ニュータウンで育てる／ニュータウンを育てる 人間学研究 vol.6,71-98頁 （共著） 2006/03
- うじぞー2004 中宇治地域の地蔵盆  84頁 （共著） 2005/03
- 平成14～16年度科学研究費補助金（若手研究（B））　｢フィリピンの対ムスリム文化政策における普遍的概念の構築に関する法人類学的研究｣[課題番号14710224]研究成果報告書  129頁 （単著） 2005
- 「「ニュータウンの人類学」の可能性」 京都文教大学人間学部研究報告第五集　pp.65-86 (20020000) （単著） 2003/03
- 「バナナ」『月刊みんぱく』2002年６月号、pp.20-21、国立民族学博物館　2002年 『月刊みんぱく』2002年６月号、pp.20-21 26(6),20-21頁 （単著） 2002/06
- 「フィリピン」毎日新聞2002年１月５日「世界のこども夢気球」 毎日新聞2002年１月５日「世界のこども夢気球」  （単著） 2002/01
- 地域政策研究会編著『地域づくりのあり方について』（共著）「平成13年度京都府地域づくり推進調査事業報告書」 「平成13年度京都府地域づくり推進調査事業報告書」  （単著） 2002
- 「まんま・コミュニケーションを超えて」 『Gakushinきょうと学生新聞』８・９月号、p.14　2000年 14-14頁 （単著） 2000/08
- 「新刊紹介：西川長夫・山口幸二・渡辺公三編『アジアの多文化社会と国際国家』」 『民族学研究』 64(1),127-128頁 （単著） 1999/06
- 「ローカルな場での出会い：フィリピンにおける「宗教」「国家」「開発」のあり方」   （単著） 1998
- 翻訳　ジュリアン・バージャー著『図説　世界の先住民族』   （共著） 1995/06
- 翻訳　シンチア・ネリ・ザヤス著「小さな島の人びと　ビサヤ漁民の生活」『フィリピン』』(暮らしがわかるアジア読本)所収   （単著） 1994/05
- 翻訳　マリア・ロザリオ・ピケロ・バレスカス著『フィリピンの子どもたちはなぜ働くのか　アジアの子どもの社会学』「世界人権問題叢書・１」   （共著） 1991/05